# Bazgalji
 Bazgalji  (olaszul: Basgali) falu Horvátországban, Isztria megyében. Közigazgatásilag Gračišćéhez tartozik.

## Fekvése
Az Isztriai-félsziget közepén, Pazintól 5 km-re délre, községközpontjától 4 km-re délnyugatra, a Žminj–Lindar út mellett fekszik.

## Története
Az itt talált használati eszközök tanúsága szerint a templom dombján már a bronzkorban emberi település állt. A településnek 1880-ban 296, 1910-ben 290 lakosa volt. Az első világháború után Olaszország része lett, majd a második világháborút követően Jugoszláviához csatolták. Jugoszlávia felbomlása után 1991-ben a független Horvátország része lett. Lakói főként mezőgazdasággal foglalkoztak. 2011-ben 239 lakosa volt.

## Lakosság
| Lakosság változása | Lakosság változása | Lakosság változása | Lakosság változása | Lakosság változása | Lakosság változása | Lakosság változása | Lakosság változása | Lakosság változása | Lakosság változása | Lakosság változása | Lakosság változása | Lakosság változása | Lakosság változása | Lakosság változása | Lakosság változása |
| ------------------ | ------------------ | ------------------ | ------------------ | ------------------ | ------------------ | ------------------ | ------------------ | ------------------ | ------------------ | ------------------ | ------------------ | ------------------ | ------------------ | ------------------ | ------------------ |
| 1857               | 1869               | 1880               | 1890               | 1900               | 1910               | 1921               | 1931               | 1948               | 1953               | 1961               | 1971               | 1981               | 1991               | 2001               | 2011               |
| 0                  | 0                  | 394                | 399                | 420                | 443                | 0                  | 0                  | 405                | 376                | 320                | 299                | 264                | 246                | 233                | 239                |

## Nevezetességei
A falu melletti magaslaton áll Szent Mária Magdolna tiszteletére szentelt egyhajós román stílusú temploma. A templom a 13. században épült, 1714-ben megújították és bővítették, az évszám bejárati ajtó felett olvasható. A templom apszisán és oldalfalain középkori freskók fennmaradt részletei láthatók, melyeket 1946-ban B. Fučić kutatásai során tártak fel. Freskókon Isten, a szentek, apostolok, püspök ábrázolása és az újszövetségből vett jelenetek láthatók.